# 7110 Johnpearse
7110 Johnpearse eller 1983 XH1 är en asteroid i huvudbältet som upptäcktes den 7 december 1983 av Perth-observatoriet. Den är uppkallad efter australiensaren John Marshall Pearse.
Asteroiden har en diameter på ungefär 14 kilometer och den tillhör asteroidgruppen Dora.